# Pescatoria lamellosa
Pescatoria lamellosa är en orkidéart som beskrevs av Heinrich Gustav Reichenbach. Pescatoria lamellosa ingår i släktet Pescatoria och familjen orkidéer.
Artens utbredningsområde är Colombia. Inga underarter finns listade i Catalogue of Life.

## Bildgalleri

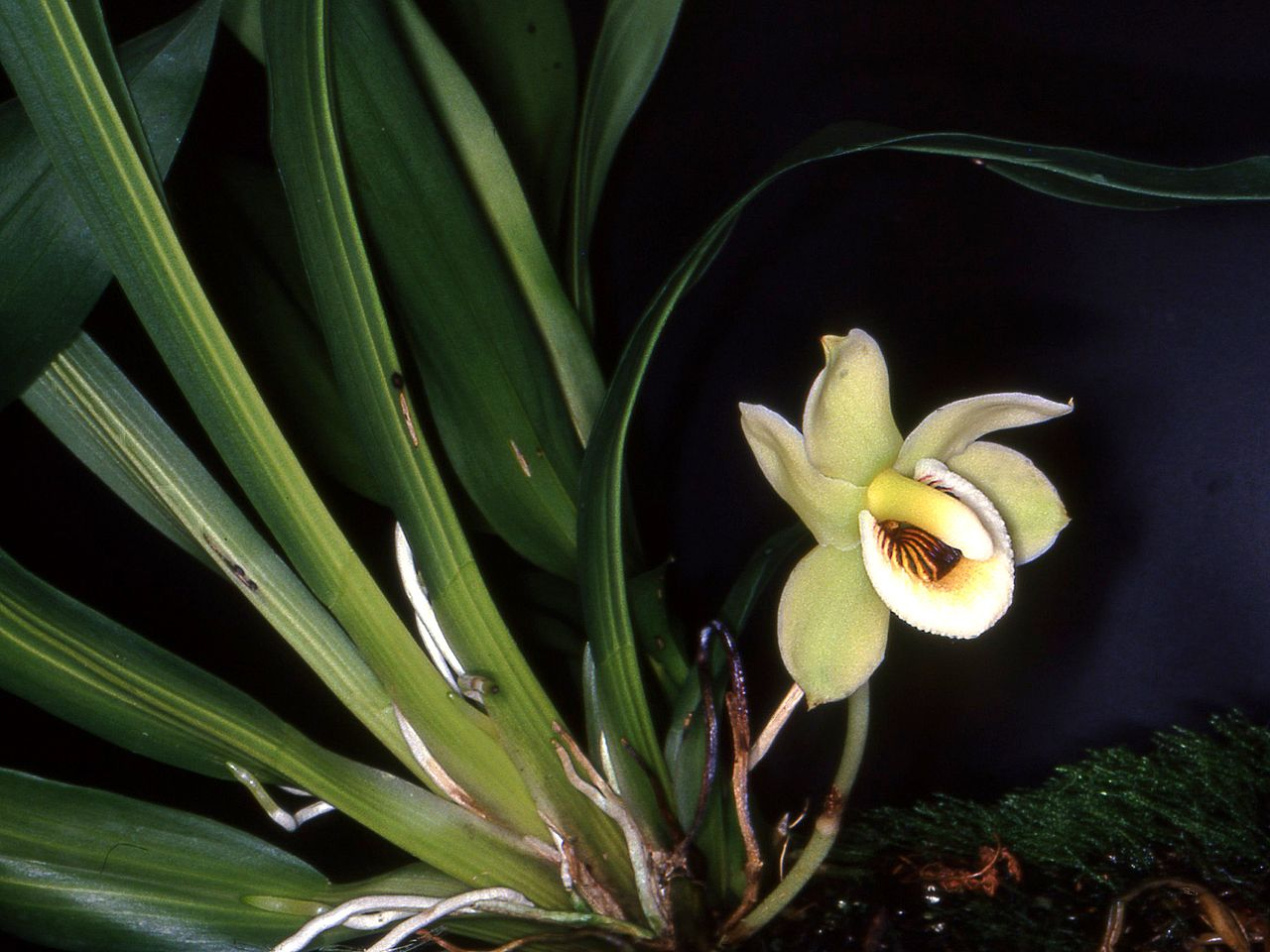
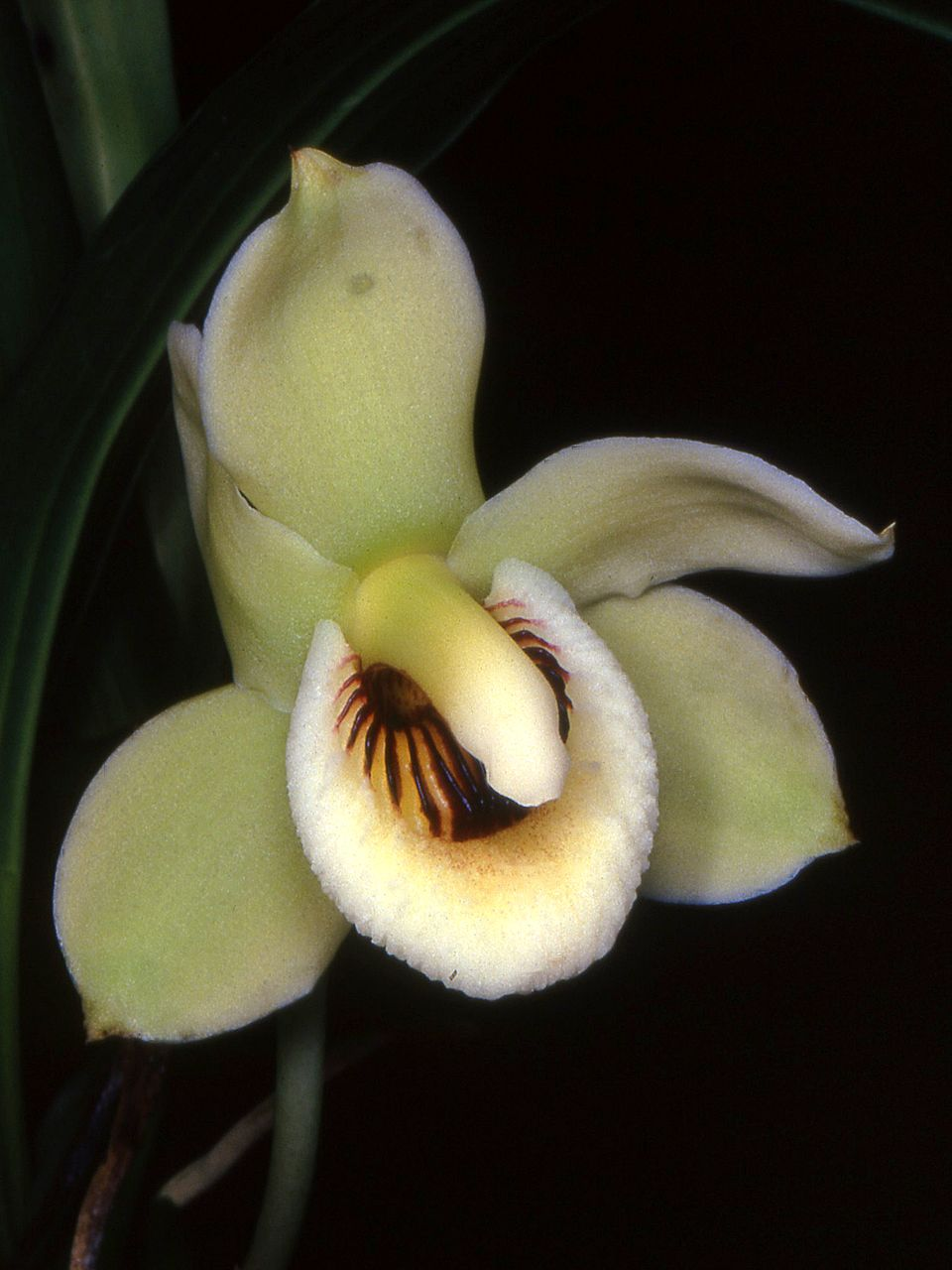
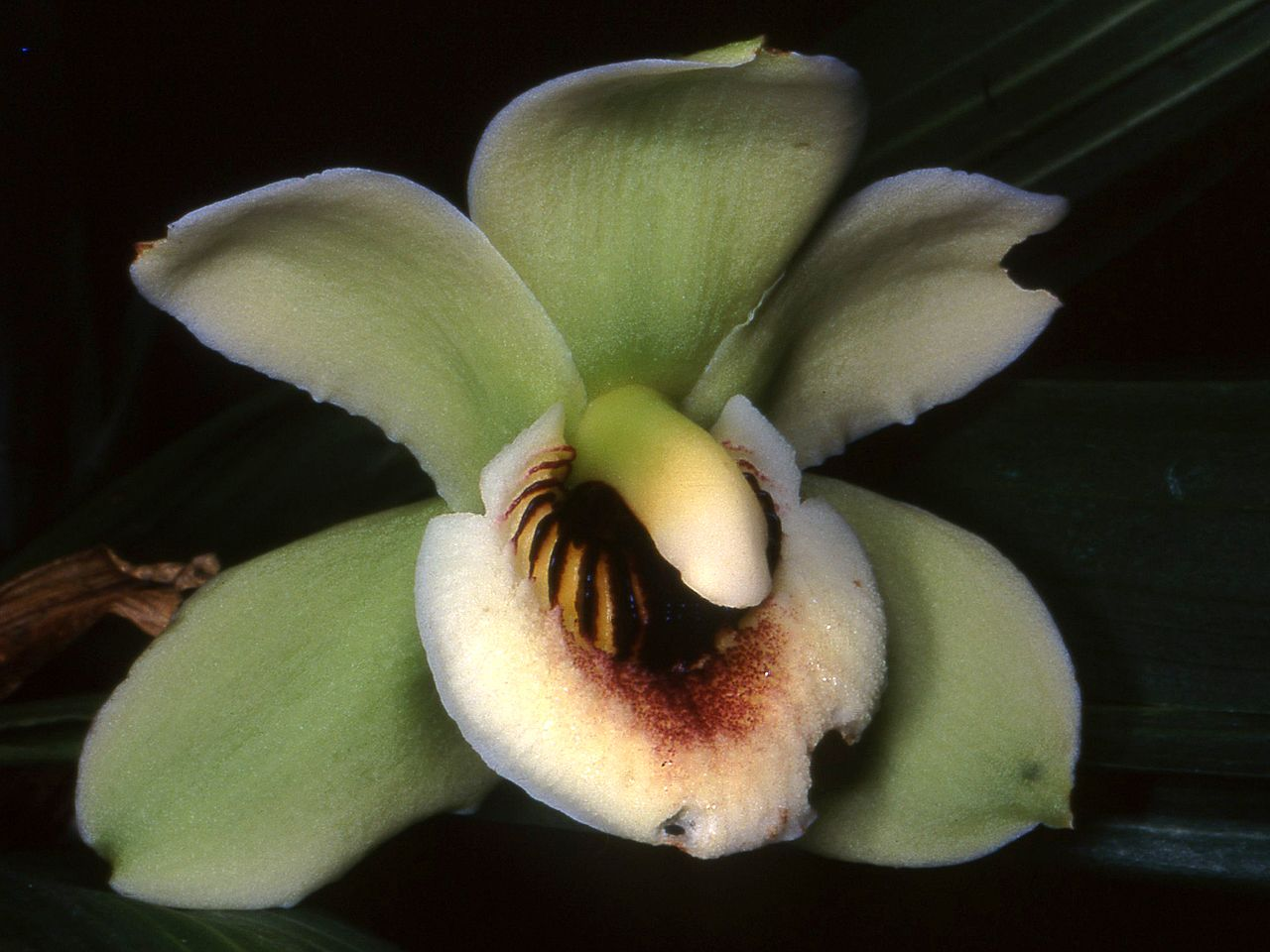